# ایان سللی
ایان سللی (انگلیسی: Ian Selley؛ زادهٔ ۱۴ ژوئن ۱۹۷۴) بازیکن فوتبال اهل بریتانیا است.
از باشگاه‌هایی که در آن بازی کرده‌است می‌توان به باشگاه فوتبال آرسنال، باشگاه فوتبال گرایس اتلتیک، باشگاه فوتبال کینگستونیان، باشگاه فوتبال چرتسی تاون، باشگاه فوتبال مایدستون یونایتد، باشگاه فوتبال هاوانت و واترلوویل، باشگاه فوتبال لوس، باشگاه فوتبال ویمبلدون، باشگاه فوتبال وایتلیف، باشگاه فوتبال ووکینگ، باشگاه فوتبال ساوتند یونایتد، و باشگاه فوتبال فولام و باشگاه فوتبال ساوتند یونایتد اشاره کرد.
وی همچنین در تیم ملی فوتبال زیر ۲۱ سال انگلستان بازی کرده‌است.